# Пески (Волховский район)
Пески — деревня в Кисельнинском сельском поселении Волховского района Ленинградской области.

## История
Впервые упоминается в Писцовой книге Водской пятины 1500 года как деревня на Песку на погосте в Фёдоровском Песоцком погосте Ладожского уезда.
На карте Санкт-Петербургской губернии Ф. Ф. Шуберта 1834 года обозначен погост Пески, при нём деревня Черновщина и имение помещика Лубьяновичева.

ЧЕРНЕВШИНА — деревня принадлежит Казённому ведомству, число жителей по ревизии: 55 м. п., 48 ж. п.

В оной церковь деревянная во имя Святого Фёдора Стратилата (1838 год)

На карте профессора С. С. Куторги 1852 года отмечен погост Пески и при нём деревня Черновщина.

ПЕСКИ — мыза владельческая при реке Елене, число дворов — 4, число жителей: 7 м. п., 3 ж. п.

ЧЕРНЕВЩИНА (ПЕСКИ) — деревня казённая при реке Елене, число дворов — 22, число жителей: 80 м. п., 79 ж. п.

ПЕСОЦКИЙ (ПЕСКИ) — погост при реке Елене, число дворов — 4, число жителей: 9 м. п., 13 ж. п.; Церковь православная. (1862 год)

Сборник Центрального статистического комитета описывал её так:

ЧЕРНЕВЩИНА (ПЕСКИ) — деревня бывшая государственная при реке Елене, дворов — 31, жителей — 180; церковь православная, школа. (1885 год)

Согласно материалам по статистике народного хозяйства Новоладожского уезда 1891 года мыза Пески площадью 2293 десятины принадлежала дворянам Ф. П. и Е. П. Нелидовым, мыза была приобретена до 1868 года.
В конце XIX века деревня административно относилась к Песоцкой волости 1-го стана Новоладожского уезда Санкт-Петербургской губернии, в начале XX века — 4-го стана.
По данным «Памятной книжки Санкт-Петербургской губернии» за 1905 год мыза Пески площадью 580 десятин, принадлежала корнету Фёдору Петровичу Нелидову.

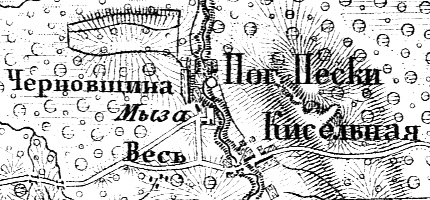
Деревня Пески на карте 1915 года

Согласно военно-топографической карте Петроградской и Новгородской губерний издания 1915 года через погост Пески протекала река Писенка.
С 1917 по 1923 год деревня Черневщина находилась в составе Кисельницкого сельсовета Песоцкой волости Новоладожского уезда.
С 1923 года — в составе Октябрьской волости Волховского уезда.
Согласно данным переписи населения СССР 1926 года на погосте Пески Кисельницкого сельсовета Октябрьской волости Волховского уезда проживали 27 человек — все русские, в деревне Черневщина проживали 308 человек — большинство русские, а также татары.
С 1927 года — в составе Волховского района.
В 1928 году население деревни Черневщина составляло 308 человек.
По данным 1933 года погост Пески и деревня Черневщина  входили в состав Кисельницкого сельсовета Волховского района.

План деревни Черневщина и погоста Пески. 1941 год

Согласно топографической карте РККА 1941 года деревня насчитывала 45 дворов. В деревне находилась школа.
С 1954 года — деревня Черневщина в составе Чаплинского сельсовета.
В 1958 году население деревни Черневщина составляло 100 человек.
По данным 1966, 1973 и 1990 годов в состав Чаплинского сельсовета Волховского района входила только деревня Пески, деревня Черневщина в составе района не значилась.
В 1997 году в деревне Пески Кисельнинской волости проживали 32 человека, в 2002 году — 54 человека (русские — 96 %).
В 2007 году в деревне Пески Кисельнинского СП — 36 человек.

## География
Деревня расположена в западной части района на автодороге Р21 (E 105) «Кола» (Санкт-Петербург — Петрозаводск — Мурманск) в месте примыкания к ней автодороги 41К-055 (Волхов — Кисельня — Черноушево), к востоку и смежно с центром поселения, деревней Кисельня.
Расстояние до административного центра поселения — 0,5 км.
Расстояние до ближайшей железнодорожной станции Волховстрой I — 15 км.
Через деревню протекает река Песенка. К северу от деревни протекает река Елена (Ладожка), к востоку — Поповский ручей, к югу и западу — река Бозловка, правый приток Елены.

## Демография
| 1862 | 2007 | 2010 | 2017 |
| ---- | ---- | ---- | ---- |
| 191  | ↘36  | ↗39  | ↗66  |

### Национальный состав
Согласно данным Всероссийской переписи населения 2021 года в деревне проживали 49 человек, из них:
 русские — 38, таджики — 8, молдаване — 2, белорусы — 1 человек.

## Улицы
мкр Полевой.